# إيفا روسي
إيفا روسي (بالسويدية: Eva Röse)‏ ممثلة سويدية ولدت في ستوكهولم عام 1973، عملت في التمثيل. وعينت كسفير الأمم المتحدة للنوايا الحسنة عام 2007.

## روابط خارجية
- إيفا روسي على موقع IMDb (الإنجليزية)
- إيفا روسي على موقع روتن توميتوز (الإنجليزية)
- إيفا روسي على موقع ألو سيني (الفرنسية)
- إيفا روسي على موقع ميوزك برينز (الإنجليزية)
- إيفا روسي على موقع أول موفي (الإنجليزية)
- إيفا روسي على موقع قاعدة بيانات الأفلام السويدية (السويدية)
- إيفا روسي على موقع قاعدة بيانات الفيلم (الإنجليزية)
- إيفا روسي على موقع كينوبويسك (الروسية)